# Gonomyia (Leiponeura) manca
Gonomyia (Leiponeura) manca is een tweevleugelige uit de familie steltmuggen (Limoniidae). De soort komt voor in het Nearctisch gebied.